# Cephalaria szaboi
Cephalaria szaboi là một loài thực vật có hoa trong họ Kim ngân. Loài này được Hayek mô tả khoa học đầu tiên năm 1914.